# Kuća Gargurić u Hvaru
Kuća Gargurić u gradiću Hvaru, ul. Grge Novaka 11 i 13, zaštićeno kulturno dobro.

## Opis dobra
Najznačajnija gotička građevina hvarskih predgrađa, dvokatna uglovnica obitelji de Magistris, sagrađena je sredinom 15. stoljeća u Burgu. Pravokutnog je tlocrta, zaključena dvovodnim krovom. Piano nobile je zbog zbijenosti u ulicama podignut na drugi kat. Naglašen je gotičkim poliforama. Na zabatnom pročelju sačuvan je sular iz vremena gradnje.

## Zaštita
Pod oznakom Z-6669 zavedena je kao nepokretno kulturno dobro - pojedinačno, pravna statusa zaštićena kulturnog dobra, klasificirano kao "stambene građevine".